# Stadion Armii Bułgarskiej w Sofii
Stadion Armii Bułgarskiej (bułg. Стадион Българска армия) – wielofunkcyjny stadion w Sofii, stolicy Bułgarii. Został otwarty w 1923 roku. Może pomieścić 22 015 widzów. Swoje spotkania rozgrywają na nim piłkarze klubu CSKA Sofia.
3 stycznia 1922 roku władze miasta przyznały klubowi sportowemu Sława teren w parku Borisowa gradina pod budowę własnego stadionu. Stadion powstał rok później, w tym samym roku doszło również do połączenia klubów Sława i Atletik, w wyniku czego powstał AS-23, stąd obiekt początkowo zwany był stadionem AS-23. W latach 1930–1931 powstał budynek mieszczący m.in. biuro, szatnie, prysznice, salę gimnastyczną i magazyn. W 1938 roku zainstalowano drenaż murawy oraz odnowiono bieżnię lekkoatletyczną. W 1940 roku oddano do użytku nowe trybuny. Pojemność stadionu wynosiła wówczas 18 000 widzów. W 1944 roku w wyniku fuzji AS-23 z innymi drużynami powstał nowy klub, Czawdar; na tę samą nazwę przemianowano również stadion. W 1948 roku obiekt przeszedł na własność armii bułgarskiej, w tym samym roku również na bazie Czawdaru powstał CSKA Sofia (wówczas pod nazwą Septemwri pri CDW), który stał się gospodarzem obiektu. Na początku lat 50. XX wieku obiekt przemianowano na „Stadion Armii Ludowej”. W latach 1965–1967 arena została gruntownie przebudowana, a jej pojemność zwiększyła się do 32 000 widzów. Kolejna modernizacja miała miejsce w 1982 roku; zainstalowano wówczas m.in. sztuczne oświetlenie. Po transformacji ustrojowej nazwę obiektu zmieniono na „Stadion Armii Bułgarskiej”. W 1998 roku w miejsce ławek zainstalowane zostały plastikowe krzesełka, co zredukowało pojemność stadionu do nieco ponad 22 000 widzów. Na początku XXI wieku dokonano kolejnych modernizacji, by przystosować starzejący się powoli obiekt do wymogów licencyjnych. Istnieją także plany budowy zupełnie nowego stadionu w miejscu starego obiektu.